# Processos d'impressió 3D
Hi ha una varietat de processos, equipaments, i materials utilitzats en la creació d'un objecte tridimensional. La impressió 3D és també coneguda com a fabricació additiva, donat que els processos d'impressió tendeixen a ser additius, amb diferències clau respecte a les tecnologies i els materials utilitzats en el procés.

## Processos
Un gran nombre de processos additius és ara disponible. Els diferents processos es diferencien principalment en la manera en què les capes per crear l'objecte són depositades i en els materials que són utilitzats.
| Type                    | Technologies | Materials |
| ----------------------- | --- | --- |
| Extrusió                | Fabricació amb filament fos (Fused filament fabrication, FFF) o Modelatge per deposició de fos (Fused deposition modeling, FDM) | Termoplàstics (PLA, ABS, ..), metalls eutèctics, materials comestibles, cautxús, argila de modelat, plastilina, argila metàl·lica (inclosa l'argila de metalls preciosos) |
| Extrusió                | Robocasting o escriptura directa de tinta (Direct Ink Writing, DIW)                                                             | Materials ceràmics, aliatge metàl·lic, cermet, compost de matriu metàl·lica, compost de matriu ceràmica                                                                   |
| Extrusió                | Fabricació amb filaments compostos (Composite Filament Fabrication, CFF)                                                        | Niló o niló amb fibra de carboni curt + reforç en forma de carboni, Kevlar, vidre i vidre per a fibra d'alta temperatura                                                  |
| Fotopolimerització      | Esterolitografia (SLA) | Fotopolímer |
| Fotopolimerització      | Processat digital de la llum (Digital Light Processing, DLP)                                                                    | Fotopolímer |
| Fotopolimerització      | Producció continua amb interfase liquida (Continuous Liquid Interface Production, CLIP)                                         | Fotopolímer + química activada tèrmicament |
| Granulat                | Impressio amb llit de pols i capçal de tinta (Powder bed and inkjet head 3D printing, 3DP)                                      | Gairebé qualsevol aliatge metàl·lic, polímers en pols, guix |
| Granulat                | Fusió amb feix d'electrons (Electron-beam melting, EBM)                                                                         | Gairebé qualsevol aliatge metàl·lic incloent aliatges de titani |
| Granulat                | Fusió làser selectiva (selective laser melting, SLM)                                                                            | Aliats de titani, aliatges de cobalt, acer inoxidable, alumini |
| Granulat                | Sinteritzat selectiu amb calor (Selective heat sintering, SHS)                                                                  | Pols termoplàstic |
| Granulat                | Sinteritzat selectiu amb làser (Selective laser sintering, SLS)                                                                 | Termoplàstics, pols metàl·lics, pols ceràmics |
| Granulat                | Sinteritzat amb làser directe a metall directe (Direct metal laser sintering, DMLS)                                             | Gairebé qualsevol aliatge metàl·lic |
| Laminat                 | Fabricació d'objectes laminats (laminated object manufacturing, LOM)                                                            | Paper, làmina de metall, film plàstic |
| Alimentació de granulat | Deposició dirigida d'energia (Directed Energy Deposition)                                                                       | Gairebé qualsevol aliatge metàl·lic |
| Filat                   | Fabricació amb feix d'electrons (Electron beam freeform fabrication, EBF)                                                       | Gairebé qualsevol aliatge metàl·lic |

## Modelat per deposició fosa

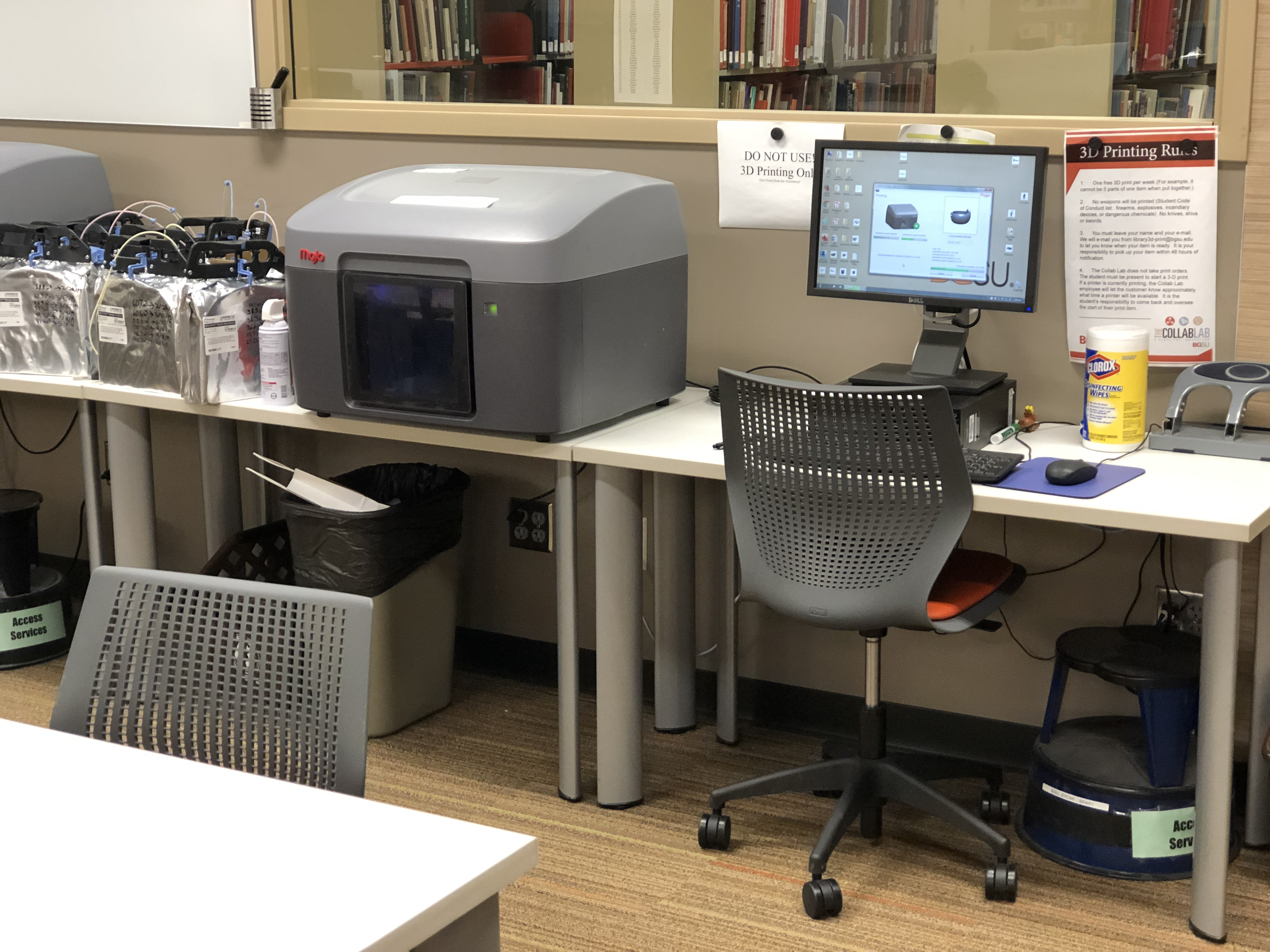
Una impressora FDM d'escriptori feta per Stratasys.

El modelat per deposició fosa va ser desenvolupat per S. Scott Crump, cofundador de Stratasys, el 1988. Amb la caducitat de la patent del 2009 sobre aquesta tecnologia, tothom va poder utilitzar aquest tipus d'impressió sense pagar Stratasys pel dret a fer-ho, obrint aplicacions d'impressora 3D comercials, DIY i de codi obert (RepRap). Això ha provocat una caiguda de preus de dos ordres de magnitud des de la creació d'aquesta tecnologia. Stratasys encara té la marca comercial pel terme "modelat per deposició fosa".
La fabricació amb filament fos (Fused filament fabrication, FFF) és un procés d'impressió 3D que utilitza un filament continu d'un material termoplàstic. Aquest és alimentat des d'una bobina gran fins a un capçal d'extrusora, on el filament és fos i dipositat sobre l'objecte en construcció. El capçal és mogut, sota control de l'ordinador, per definir la forma impresa. Es tracta d'una tecnologia de fabricació additiva, normalment els moviments de capçal són en capes, movent-se dins dues dimensions (eixos X-Y) per dipositar cada una de les capes horitzontals, seguit d'un moviment vertical (eix Z) per a passar a la següent capa. La velocitat del cap d'extrusora ha de ser controlada, per parar i iniciar la deposició i formar un capa sense forats ni acumulacions. El terme fabricació amb filament fos va ser creat pels membres del RepRap projecte a fi d'evitar el terme patentat modelat per deposició fosa (fused deposition modeling, FDM).
La impressió amb filament fos és avui en dia el procés més popular (per nombre de màquines) en la impressió 3D a nivell d'ús comú. Altres tècniques com la fotopolimerització poden oferir resultats millors, tanmateix els seus costos són molt més grans.

## Etapes

Encara que les etapes del procés per a imprimir en 3D un objecte varien segons el tipus d'impressora i objecte, el següent conjunt de passos és habitual:
1. Disseny (design) de l'objecte: començant amb les especificacions de l'objecte i emprant programari de disseny (CAD, computer aided design) es crea la forma de l'objecte. En acabar el disseny, l'objecte se sol exportar en format STL. Aquest format conté la descripció de les cares de l'objecte, en forma de un conjunt de triangles.
2. Verificació i correcció del model: és convenient verificar que l'objecte en el fitxer .stl compleix les característiques necessàries per a ser imprès en 3d. L'objecte ha de ser un sòlid real, les cares han d'estar correctament orientades, .... Per aquesta tasca estan disponibles diversos programaris específics i/o extensions pel programari de disseny.
3. Tall de la descripció de l'objecte en capes: mitjançant un programari tallador (slicer) el sòlid primer és descompost en una pila de capes planes, per a posteriorment descriure cada una de les capes com una seqüència de moviments, que es correspondran amb els moviments del capçal de la impressora 3D, làser de fixació o equivalent. En afegit, aquest programari pot afegir suports i plataforma per l'objecte, elements necessaris per a la impressió però que són eliminats de l'objecte final en acabar aquesta. El resultat d'aquesta etapa es guarda en un fitxer .gcode, que conté la llista dels moviments del capçal així com altres indicacions per la impressora (temperatura del capçal, ..).
4. Impressió: el fitxer gcode és carregat en la impressora (via usb, wifi, targeta de memòria, ...) i aquesta comença la construcció de l'objecte.
5. Acabat del object: en aquesta etapa s'eliminen els suports i altres elements afegits i es retoca l'objecte per possibles imperfeccions. Opcionalment, l'objecte es pot pintar, llimar o es poden practicar orificis que no han estat inclosos en el model.